# Calabarzonboomtimalia
De calabarzonboomtimalia (Sterrhoptilus affinis; synoniem: Zosterornis affinis) is een zangvogel uit de familie Zosteropidae (brilvogels). De vogel werd in 1907 als aparte soort beschreven door  Richard C. McGregor. De soort is endemisch in de Filipijnen.

## Kenmerken
De soort is 13 tot 14 cm lang, iets groter dan de nauw verwante visayaboomtimalia en werd daarom lang als ondersoort beschouwd. Beide soorten hebben een duidelijke zwarte kruin, vandaar de oude naam zwartkruinboomtimalia. Volgens in 2018 gepubliceerd onderzoek is het (weer) een aparte soort.

## Verspreiding en leefgebied
De soort komt voor in tropisch natuurlijk bos in laagland en heuvelland in zuidelijk Luzon. 

## Status
De calabarzonboomtimalia komt niet als aparte soort voor op de lijst van het IUCN, maar is daar (nog) een ondersoort van de visayaboomtimalia (Sterrhoptilus nigrocapitatus).